# Archichlora povolnyi
Archichlora povolnyi är en fjärilsart som beskrevs av Pierre E.L. Viette 1975. Archichlora povolnyi ingår i släktet Archichlora och familjen mätare. Inga underarter finns listade i Catalogue of Life.